# Luís Mena Solórzano
Luís Mena Solórzano war vom 27. bis 30. August 1910 und vom 29. August bis 23. September 1912 Präsident von Nicaragua.

## Leben
José Dolores Estrada Morales trat zugunsten von Luís Mena Solórzano zurück. Am 8. Mai 1911 wurde der Jefe del Ejército, General Luis Mena Solórzano auf Befehl der Regierung Juan José Estrada unter Arrest gestellt, am 9. Mai 1911 tritt Juan José Estrada zurück. Der Pacto Dawson legte für den Wahlvorgang des Präsidenten das Zusammentreten einer Versammlung fest. Adolfo Díaz Recinos erhielt bei Direktwahlen 91,21 % der Stimmen. Jedoch wählte die Asamblea Nacional am 29. Juli 1912 Luis Mena Solórzano zum Präsidenten. Um ihren Buchhalter Adolfo Díaz wieder ins Amt zu bringen, ließ William Howard Taft im August 1912, 2.300 Marines in Corinto landen. Es begann der Guerra de Mena, an welchem sich Benjamín Zeledón, auf Seiten von Mena, beteiligte und am 4. Oktober 1912 getötet wurde. Luís Mena war krank und an sein Bett in Granada gebunden. William Henry Hudson Southerland nahm die Kapitulation von Mena sowie die seiner 700 Soldaten, um Mitternacht zum 24. September 1912 an. General Mena und sein Sohn wurden nach Panama exiliert.
1925 wurde Luís Mena Solórzano unter der Regierung von Präsident José Carlos Solórzano Gutiérrez vom Partido Conservador Republicano und Vizepräsident Juan Bautista Sacasa vom Partido Liberal, Generalkonsul von Nicaragua in New Orleans. Diesen Posten setzte für ihn die Partido Liberal durch, obwohl von der Regierung ursprünglich Paulino Moreira für diesen Posten vorgesehen war. Nach dem El Lomazo, dem Putsch von Emiliano Chamorro Vargas gegen José Carlos Solórzano Gutiérrez gründete Mena im Oktober 1925 in New Orleans ein Comité Constitucionalista, mit dem er sich auf Seiten der Partido Liberal am Guerra Constitucionalista beteiligte und das US-Waffenembargo gegen Nicaragua umging. Am 24. Dezember 1926 fungierte Luís Mena Solórzano als Dolmetscher einer Delegation der Regierung der Partido Liberal, welche ich auf der USS Cleveland über die Einrichtung der Neutralen Zone in Bluefields beschwerte.
Ab 1940 war Mena, die rechte Hand von Anastasio Somoza García, als Botschafter in Costa Rica. 1940 handelte er einen Vertrag über die Kanalisierung des Río San Juan aus. 1941 beteiligte sich Mena an Anastasio Somoza Garcías Geschäften im Devisen-, Waffen- und Rinderhandel in Costa Rica. 1943 war er Konsul Nicaraguas in New York.
Am 20. Januar 1968 ernannte Anastasio Somoza Debayle ihn zum Botschafter Nicaraguas bei António de Oliveira Salazar in Portugal.

## Veröffentlichungen
- Luis Mena Solorzano: Los arquitectos de la victoria liberal, Apuntes de un soldado. Editora Sevilla, 1970.